# Bobby Edner
Robert Charles Edner (Los Ángeles, California, 5 de octubre de 1988), más conocido como Bobby Edner, es un actor, cantante y compositor estadounidense. Fue miembro de la boy band Varsity Fan Club. Es conocido por su papel de Francis en la película Spy Kids 3-D: Game Over (2003).

## Biografía
Edner nació como Robert Charles Edner, hijo de Cindy (de soltera Halverson) y Robert Edner, en Los Ángeles, California. Es el hermano mayor de Ashley Edner (n. 1990), quien también es actriz.

## Carrera
El primer papel de Edner fue en 1997, como "Chip" en un lanzamiento directo a video de Mary-Kate y Ashley Olsen. Después de pequeños papeles en varios programas de televisión, hizo su primera aparición en una película en The Muse de 1999, en el papel de "El chico de la casa de Sarah". Su papel en la película de 2003 Spy Kids 3-D: Game Over, como Francis, le valió el apodo de "Spy Kid" (Niño espía) entre sus compañeros del club de fans del equipo universitario, además de ser el papel más reconocido de toda su carrera. Edner también ha hecho numerosas apariciones especiales como invitado en programas de televisión como Charmed, Judging Amy, 7th Heaven y Veronica Mars. El trabajo actoral de Edner ha sido esporádico desde principios de la década de 2000, con intervalos de varios años entre créditos de actuación; su papel más reciente fue en la película de 2015 Dutch Hollow. .
También ha realizado algunos trabajos de voz, proporcionando voces adicionales en películas como Agent Cody Banks, Kangaroo Jack y Monsters, Inc., y fue la voz en inglés del personaje de Final Fantasy XII Vaan. Edner también ha trabajado en anuncios de televisión y es hermano de Ashley Edner. Edner también fue miembro del equipo de baloncesto de celebridades Hollywood Knights, y de la NBA Entertainment League (NBAE).

### Carrera musical y de baile
El baile de Edner le valió un papel destacado – bailando como Michael Jackson – en el video musical de la versión de "Smooth Criminal" de Alien Ant Farm. También apareció en el videoclip de "Ain't It Funny" de Jennifer Lopez.
Edner hizo un dueto con Alexa Vega en la canción "Heart Drive" de la película Spy Kids 3-D: Game Over. También coescribió la canción "Alone" con Ryan Cabrera.
De 2008 a 2011, Edner fue miembro de la boy band Varsity Fan Club, cuyos miembros incluían a David Lei Brandt, Drew Ryan Scott, Jayk Purdy, TC Carter y Thomas Fiss. El 30 de abril de 2011 y el 1 de mayo de 2011, Edner publicó una serie de mensajes públicos en su perfil de Twitter hablando públicamente sobre los conflictos con el nuevo manager del grupo, Philipp Hallenberger. Edner afirmó que no le informaron sobre una sesión fotográfica en el Varsity Fanclub en abril de 2011 y que Hallenberger lo estaba "obligando a salir" de la banda. Edner publicó el 30 de abril de 2011: "Creédme, esta no es mi decisión y lucharé contra ella. No quiero nada más que estar en este grupo y no tengo intención de renunciar". Sin embargo, no pudo hacer nada para impedirlo y terminó abandonando el grupo en ese mismo año.

### Años recientes
En 2013, Edner se convirtió en entrenador personal de fitness para PUSH Private Fitness.

## Discografía

### Bandas sonoras
- Spy Kids 3-D: Game Over (2003) Canción: "Heart Drive" interpretada junto con Alexa Vega

## Filmografía

### Cine y televisión
| Año  | Título                            | Papel                    |
| ---- | --------------------------------- | ------------------------ |
| 1996 | Sing Along Songs: Pongo & Perdita | Él mismo                 |
| 1999 | Late Last Night                   | Niño extraño y peligroso |
| 1999 | The Muse                          | Niño en la casa de Sarah |
| 2000 | The Trial of Old Drum             | Charlie Burden Jr.       |
| 2001 | The Seventh Sense                 | Kyle                     |
| 2001 | The Penny Promise                 | Dustin Farnsworthy       |
| 2001 | The Day the World Ended           | Ben Miller/McCann        |
| 2003 | Haunted Lighthouse                | Edgar                    |
| 2003 | Spy Kids 3-D: Game Over           | Francis                  |
| 2006 | Welcome to Paradise               | Hayden Laramie           |

#### Papeles de estrella invitada en series de televisión
| Año  | Título                                                   | Papel                     | Notas      |
| ---- | -------------------------------------------------------- | ------------------------- | ---------- |
| 1997 | You're Invited to Mary-Kate and Ashley's Christmas Party | Chip                      |            |
| 1997 | Step by Step                                             | Niño                      |            |
| 1998 | Ellen                                                    | Niño                      |            |
| 1998 | Saved by the Bell: The New Class                         | Pequeño Zack              |            |
| 1998 | Baywatch                                                 | Tyler                     |            |
| 1998 | Profiler                                                 | Ryan Andrews              |            |
| 1998 | Chicago Hope                                             | Niño                      |            |
| 1999 | Maggie Winters                                           | Casey                     |            |
| 1999 | ER                                                       | Zach                      |            |
| 1999 | The Pretender                                            | Ryan Wells                |            |
| 1999 | Seven Days                                               | Vince Collins             |            |
| 1999 | Movie Stars                                              | Marty Fineman             |            |
| 1999 | Touched by an Angel                                      | Jimmy Avery               |            |
| 1999 | Martial Law                                              | Zach Tyler                |            |
| 2000 | Then Came You                                            | Joven Aidan               |            |
| 2001 | Titus                                                    | Tommy                     |            |
| 2001 | Charmed                                                  | Ari                       |            |
| 2001 | Providence                                               | Edward Joyce              |            |
| 2001 | MADtv                                                    | Michael                   |            |
| 2002 | The Agency                                               | Mark Steward              |            |
| 2002 | 7th Heaven                                               | Frank                     |            |
| 2002 | The Chronicle                                            | Victor Clark              |            |
| 2002 | Philly                                                   | Benjamin Deck             |            |
| 2002 | The Division                                             | Estudiande en Bar Mitzvah |            |
| 2002 | JAG                                                      | Tommy Akers               |            |
| 2002 | Birds of Prey                                            | 'Guy' a los 10 años       |            |
| 2002 | Judging Amy                                              | Jesse Monk                |            |
| 2002 | Do Over                                                  | Larry Nachman             |            |
| 2002 | Who Knows the Band?                                      | Él mismo                  |            |
| 2004 | Veronica Mars                                            | Justin Smith              | 1 episodio |
| 2008 | The Middle Man                                           | Bobby                     |            |
| 2012 | Switched at Birth                                        | Avery                     |            |

### Anuncios de televisión
| Año  | Compañía                      | Título                          | Notas                                    |
| ---- | ----------------------------- | ------------------------------- | ---------------------------------------- |
| 1995 | Intel                         | "Big to Small"                  |                                          |
| 1995 | Good Humor                    |                                 |                                          |
| 1997 | HoneyBaked Ham                | "War Room"                      |                                          |
| 1997 | Puffs                         | "Basketball"                    |                                          |
| 1998 | Alaska Airlines               | "Good Lawn Boy"                 |                                          |
| 1998 | Alaska Airlines               | "Future Employee"               |                                          |
| 1998 | Radio Shack                   | "Where's Dad?"                  |                                          |
| 1998 | Bissell                       | "Black Hole"                    |                                          |
| 1998 | Bissell                       | "Lift Off"                      |                                          |
| 1998 | Atlantic Gas                  | "The Cook Out"                  |                                          |
| 1999 | Mybasics.com                  | "Guttermouths"                  |                                          |
| 1999 | Buick                         | "Fast Lane"                     |                                          |
| 1999 | Kohl's                        | "Back to School 99"             |                                          |
| 2001 | ERC                           |                                 |                                          |
| 2002 | SBC Communications, Ameritech |                                 |                                          |
| 2002 | Sears                         | "Winterizing                    |                                          |
| 2002 | Go-Gurt                       |                                 |                                          |
| 2002 | Fruit Roll-Ups                |                                 |                                          |
| 2002 | Sylvan Learning Center        |                                 |                                          |
| 2002 | Backyard Sports               |                                 |                                          |
| 2002 | Hey Arnold!: The Movie        |                                 |                                          |
| 2003 |                               |                                 | Antidrogas (anuncio de servicio público) |
| 2003 | Home Depot                    |                                 |                                          |
| 2003 | Go-Gurt                       | "Missing A Beat"                |                                          |
| 2004 | State Farm Insurance          | "First Kiss"                    |                                          |
| 2004 | Prego                         | "Grampa"                        |                                          |
| 2005 |                               |                                 | Antidrogas (anuncio de servicio público) |
| 2005 | KFC                           | "Stop Everything"               |                                          |
| 2005 | Nintendo DS                   |                                 |                                          |
| 2008 | Taco Bell                     | "Bunch of Beef"                 |                                          |
| 2009 | Taco Bell                     | "It's All About the Roosevelts" |                                          |
| 2009 | Petsmart                      |                                 |                                          |
| 2010 | Axe                           |                                 |                                          |
| 2010 | Dunkin' Donuts                |                                 |                                          |

|}

### Doblaje
| Year | Título                             | Papel             | Notas                     |
| ---- | ---------------------------------- | ----------------- | ------------------------- |
| 1992 | Porco Rosso                        | Voces adicionales | Versión de Disney de 2005 |
| 1998 | Men in White                       | Voces adicionales |                           |
| 1999 | Michael Jordan: An American Hero   | Voces adicionales |                           |
| 2000 | The Road to El Dorado              | Voces adicionales |                           |
| 2001 | Monsters, Inc                      | Niño simulador    |                           |
| 2002 | Death to Smoochy                   | Voces adicionales | ADR                       |
| 2002 | Hey Arnold!: The Movie             | Voces adicionales |                           |
| 2002 | Samurai Jack                       | Niño alto         |                           |
| 2003 | Kangaroo Jack                      | Voces adicionales | ADR                       |
| 2003 | Agent Cody Banks                   | Voces adicionales | ADR                       |
| 2003 | Big Fish                           | Voces adicionales | ADR                       |
| 2003 | The Jungle Book 2                  | Voces adicionales | ADR                       |
| 2003 | Kingdom Hearts (piloto no emitido) | Sora              |                           |
| 2004 | Pinocchio 3000                     | Jake              |                           |
| 2006 | Final Fantasy XII                  | Vaan              |                           |
| 2011 | Dissidia 012 Final Fantasy         | Vaan              |                           |
| 2018 | Dissidia Final Fantasy NT          | Vaan              |                           |